# NGC 248
NGC 248 es una nebulosa de emisión de la constelación de Tucano. Es una nebulosa extragalactica ubicada en la Pequeña Nube de Magallanes (SMC).
Fue descubierta en 1834 por el astrónomo John Frederick William Herschel.